# S.A.G.A.P.O.
S.A.G.A.P.O. är en låt framförd av den grekiska sångaren Michalis Rakintzis. Låten var Greklands bidrag i Eurovision Song Contest 2002 i Tallinn i Estland. Låten är skriven av Rakintzis själv.
Bidraget framfördes i finalen den 25 maj och slutade där på sjuttonde plats med 27 poäng.